# Гонг (радио)
Вижте пояснителната страница за други значения на Гонг.
Радио „Гонг“ е бивша българска радиостанция, която излъчва от 2003 до 2007 г. на УКВ в осем от най-големите градове в страната. Станцията стартира на 28 юли 2003 г., след като Дарик Радио става собственик на Рок-радио Тангра. Гонг, дотогава спортно предаване по Дарик Радио, става основа на програмата и дава името на новата радиомрежа.

## История
През 2003 – 2006 г. радио „Гонг“ е продължител на едно от най-популярните спортни предавания в българския радио-ефир — Спортно шоу „Гонг“ на Дарик Радио, което съществува от 1993 г. Главен редактор и основен двигател на радиопрограмата „Гонг“, както и на радиостанцията „Гонг“ е спортният журналист Томислав Русев. Водеща е спортната и най-вече футболната тематика, но в 24-часовата програма има и музика, игри с обратна връзка със слушателите и авторски предавания.
„Гонг“ дава възможност за появата, израстването и налагането на популярни сред любителите на спорта днес журналисти като Валентин Грънчаров, Ирина Цекова, Пламен Иванов, Николай Александров и др. Многократно в своята история, „Гонг“ е бил медиен партньор на най-значимите спортни и културни събития в България.
През лятото на 2006 г. Радио „Гонг“ е закупено от ирландската медийна група Communicorp Inc. Фирмата е най-големият радио-оператор в Европа, а в България е собственик на радиостанциите Радио 1, БГ Радио, Радио NRJ, Радио Нова, Ретро радио и Радио Гонг.
Интересни са прословутите им дебати на тема ЦСКА – Левски между Николай Александров, единствения „червен“ от едната страна, и Томислав Русев и Валентин Грънчаров от другата, който са заклети левскари.
На 7 декември 2006 г. Томислав Русев, заедно с целия си екип напускат радиостанцията и Спортно шоу „Гонг“ продължава да се излъчва само на честотите на Българското национално Дарик Радио. На 1 май 2007 г., на честотите на Радио Гонг започна излъчване музикалната радиостанция с попфолк програма „Радио Вероника“.